# 外百老匯

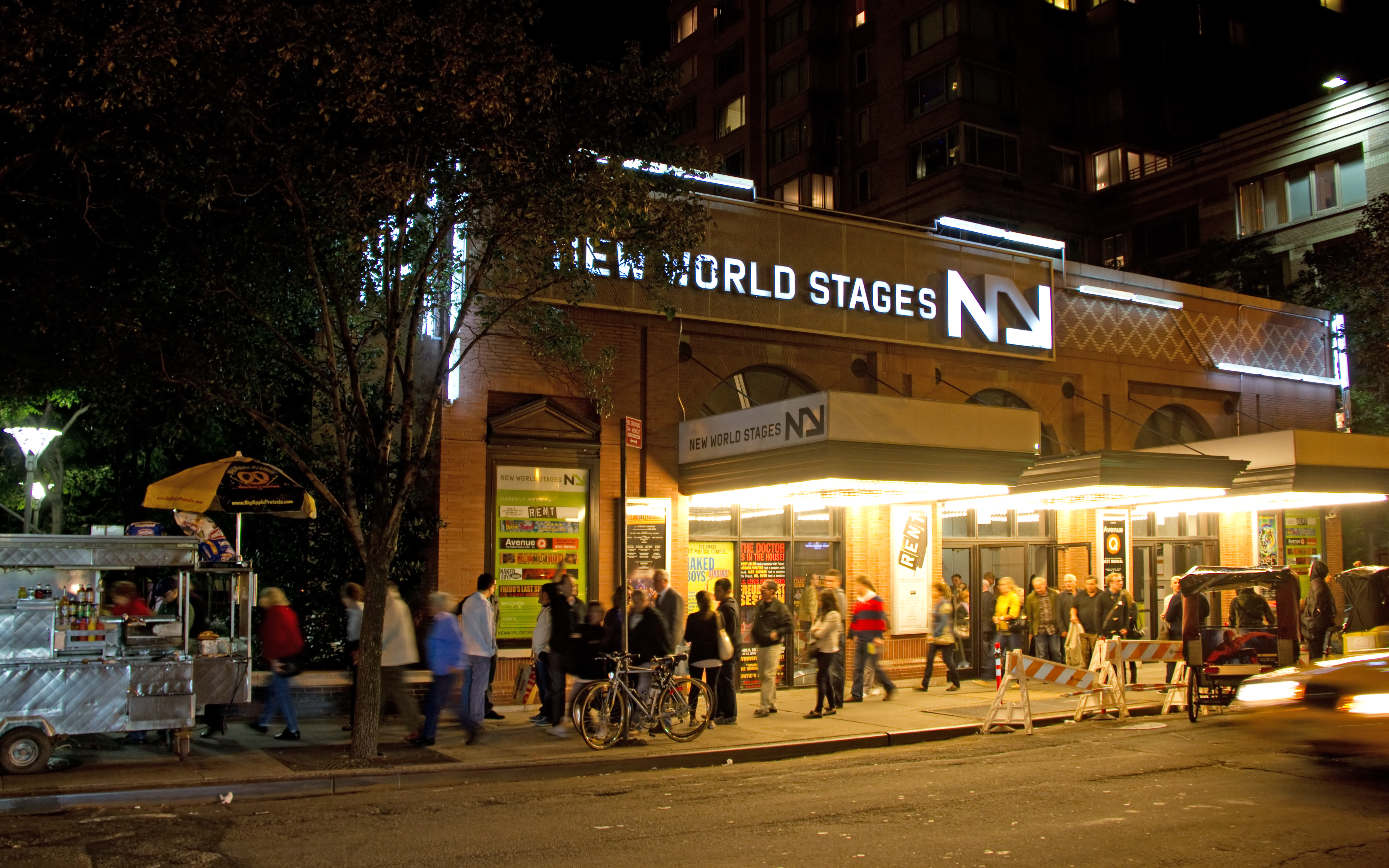
新世界舞台（位于地狱厨房的外百老汇剧场）

外百老汇（英語：Off-Broadway）指的是位于美国纽约市的座位数在100到499座之间的剧场；其座位数比百老汇少但比外外百老汇多，后者的座位数通常少于100座。
“外百老汇作品”则指的是在外百老汇上演并遵守相关工会和其他协议规定的戏剧、音乐剧及活报剧等作品。一些在外百老汇首演的作品随后会交由百老汇制作。

## 发展历史
“外百老汇”最初指的是位于美国纽约市曼哈顿一条与剧场区百老汇大道相交道路上的剧场及在这里制作演出的戏剧作品；百老汇大道被认为是纽约戏剧产业的中心。但随后“外百老汇”被外百老汇剧场与制作人联盟（League of Off-Broadway Theatres and Producers）定义为位于曼哈顿且座位数在100到499座之间的专业演出场地，以及在此场地上演并符合相关工会及其他协议所规定的特定作品。
曾经，无论场地的大小，只要该场地位于“百老汇方框（Broadway Box）”内就会被视为属于百老汇剧场而非外百老汇剧场。“百老汇方框”的范围东起第六大道而西至第八大道，南达第40街北抵第54街；这其中包括了时报广场和西第42街。对“外百老汇”合同定义的改变使得满足于499座标准的剧场收益，因为百老汇戏剧公会对演员的最低薪资要求要比非百老汇戏剧公会要高。而499座这个上限标准诞生于1974年1月的一次为期1天的罢工运动中。位于百老汇方框内的非百老汇剧场案例有劳拉·派尔剧院和剧院中心。
外百老汇运动始于1950年代，这是对百老汇商业主义的抵制，同时为那些雇佣许多未来百老汇表演艺术家的作品提供更廉价的演出场所。1952年，由田纳西·威廉斯所制作的《夏日烟云》在中环广场剧院上演，这被认为是外百老汇运动在早期的一个成功案例。而根据戏剧历史学家肯·布鲁姆（Ken Bloom）和弗兰克·弗拉斯特尼克（Frank Vlastnik）的说法，外百老汇为“诗人、剧作家、演员、词曲作者和舞台设计师们提供了一个新的出路，......第一部伟大的外百老汇作品是《三文钱的歌剧》在1954年的复演”，这证明了外百老汇作品同样可以在财务上取得成功。位于曼哈顿第九大道与第十大道之间的西第42街部分路段也被称为“剧场路”，这里集中了大量外百老汇及外外百老汇剧场。这里于1970年代进行开发，并在2002年完成现代化改造。
许多外百老汇作品在上演一段时间后也会在百老汇上演，这其中包括不少后来在百老汇获得成功的音乐剧。例如：《毛发》、《福音摇滚》、《恐怖小店》、《星期天与乔治同游公园》、《吉屋出租》、《灰色花园》、《尿镇》、《Q大道》、《第25届布南区串字大赛》、《摇滚年代》、《身在高地》、《春之苏醒》、《近乎正常》、《摇滚芭比》、《娱乐之家》、《汉密尔顿》、《致埃文·汉森》和《冥界》。特别是《油脂》和《歌舞线上》在迁演至百老汇依然火爆的现象促使其他制作人开始考虑在外百老汇首演他们的作品。而从外百老汇迁演到百老汇的舞台剧则有《怀疑：一则寓言》、《吾亦吾妻》、《纽约城外》、《平常心》和《海岸风雨》。但是也有《破铜烂铁乐队》、《蓝人乐团》、《祭坛男孩》、《完美犯罪》、《禁忌百老汇》、《修女的故事》、《裸男歌唱》、《蝙蝠男孩：音乐剧》、《我爱你，你太完美了。所以，还是改变一下吧》等作品在外百老汇上演多年，但却一直拒绝迁演到百老汇。《梦幻爱程》是戏剧史上上演时间最长的作品，它的原版曾在外百老汇持续上演42年。而从2006年开始，该剧在外百老汇复演，开启了它又一段长期上演的历史。

## 主要奖项
外百老汇表演、演出人员和创作人员有资格参与纽约戏剧评论人协会奖、外围评论人协会奖、戏剧桌奖、奥比奖、露西尔·洛特尔奖和戏剧联盟奖等奖项的评选。而虽然外百老汇表演无法参与托尼奖评选，但在1956年，罗特·莲娜凭借外百老汇戏剧作品《三文钱的歌剧》而获得了托尼奖最佳音乐剧女主角。

## 剧场列表
| 剧院名称                                 | 剧院地址                | 座位数 （单位：座） |
| ---------------------------------------- | ----------------------- | ------------------- |
| 第47街剧院                               | 美国纽约市西第47街304号 | 196                 |
| 59E59剧院                                | 美国纽约市东第59街59号  | 196                 |
| 777剧院                                  | 美国纽约市第八大道777号 | 158                 |
| 艾布伦斯艺术中心剧场戏院                 | 美国纽约市格兰街466号   | 300                 |
| 演员神殿                                 | 美国纽约市西第47街339号 | 199                 |
| 注：座位数数据来自互联网外百老汇数据库。 |                         |                     |